# 세계 무역가능 보고서
세계 무역가능 보고서(The Global Enabling Trade Report)는 2008년 세계경제포럼에서 처음 발간되었다. 2008년 보고서에는 118개 주요 국가와 신흥 국가에 대한 것을 다루었다. 이 보고서의 핵심은 다른 자료(예를 들면, 세계경제포럼의 간부 의견 설문조사, 국제무역센터, 세계은행, UNCTAD, IATA, ITU, Global Express Association)를 토대로 국가들을 평가한 세계 무역가능 지수이다.
세계 무역가능 지수는 국경과 목적지를 넘어 상품 무역을 촉진시키는 요인들을 평가한다. 이것은 다음과 같은 네 가지 하위 지수들로 구성되어 있다.
1. 시장 접근
2. 국경 행정
3. 수출과 의사소통 인프라
4. 비즈니스 환경

이 하위 지수 각각 국가의 무역 환경 양상을 평가하는 2~3개의 기준을 포함하고 있다.

## 2016 세계무역가능지수
2016년 기준 세계 무역 가능 지수이다.
1. 싱가포르 5.97
2. 네덜란드 5.70
3. 홍콩 5.66
4. 룩셈부르크 5.63
5. 스웨덴 5.61
6. 핀란드 5.60
7. 오스트리아 5.52
8. 영국 5.52
9. 독일 5.49
10. 벨기에 5.45
11. 스위스 5.45
12. 덴마크 5.42
13. 프랑스 5.37
14. 에스토니아 5.32
15. 스페인 5.28
16. 일본 5.28
17. 노르웨이 5.27
18. 뉴질랜드 5.27
19. 아이슬란드 5.27
20. 아일랜드 5.27
21. 칠레 5.26
22. 미국 5.24
23. 아랍에미리트 5.23
24. 캐나다 5.15
25. 체코 5.12
26. 오스트레일리아 5.10
27. 대한민국 5.04
28. 포르투갈 5.01
29. 리투아니아 5.01
30. 이스라엘 4.99

## 2014 세계무역가능지수
2014년 기준 세계 무역 가능 지수이다.
| 순위 | 국가                  | 점수 |
| ---- | --------------------- | ---- |
| 1    | 싱가포르              | 5.9  |
| 2    | 홍콩                  | 5.5  |
| 3    | 네덜란드              | 5.3  |
| 4    | 뉴질랜드              | 5.2  |
| 5    | 핀란드                | 5.2  |
| 6    | 영국                  | 5.2  |
| 7    | 스위스                | 5.2  |
| 8    | 칠레                  | 5.1  |
| 9    | 스웨덴                | 5.1  |
| 10   | 독일                  | 5.1  |
| 11   | 룩셈부르크            | 5.1  |
| 12   | 노르웨이              | 5.1  |
| 13   | 일본                  | 5.1  |
| 14   | 캐나다                | 5.0  |
| 15   | 미국                  | 5.0  |
| 16   | 아랍에미리트          | 5.0  |
| 17   | 덴마크                | 5.0  |
| 18   | 오스트리아            | 5.0  |
| 19   | 카타르                | 4.9  |
| 20   | 벨기에                | 4.9  |
| 21   | 프랑스                | 4.9  |
| 22   | 아이슬란드            | 4.9  |
| 23   | 오스트레일리아        | 4.9  |
| 24   | 중화민국              | 4.9  |
| 25   | 말레이시아            | 4.8  |
| 26   | 아일랜드              | 4.8  |
| 27   | 스페인                | 4.8  |
| 28   | 에스토니아            | 4.8  |
| 29   | 모리셔스              | 4.7  |
| 30   | 대한민국              | 4.7  |
| 31   | 오만                  | 4.7  |
| 32   | 이스라엘              | 4.7  |
| 33   | 바레인                | 4.6  |
| 34   | 몰타                  | 4.6  |
| 35   | 포르투갈              | 4.5  |
| 36   | 조지아                | 4.5  |
| 37   | 키프로스              | 4.4  |
| 38   | 슬로베니아            | 4.4  |
| 39   | 체코                  | 4.4  |
| 40   | 요르단                | 4.4  |
| 41   | 라트비아              | 4.4  |
| 42   | 코스타리카            | 4.4  |
| 43   | 모로코                | 4.4  |
| 44   | 리투아니아            | 4.4  |
| 45   | 폴란드                | 4.3  |
| 46   | 튀르키예              | 4.3  |
| 47   | 이탈리아              | 4.3  |
| 48   | 사우디아라비아        | 4.3  |
| 49   | 몬테네그로            | 4.3  |
| 50   | 헝가리                | 4.3  |
| 51   | 페루                  | 4.3  |
| 52   | 파나마                | 4.3  |
| 53   | 아르메니아            | 4.3  |
| 54   | 중화인민공화국        | 4.3  |
| 55   | 슬로바키아            | 4.3  |
| 56   | 크로아티아            | 4.2  |
| 57   | 태국                  | 4.2  |
| 58   | 인도네시아            | 4.2  |
| 59   | 남아프리카 공화국     | 4.2  |
| 60   | 우루과이              | 4.2  |
| 61   | 멕시코                | 4.1  |
| 62   | 과테말라              | 4.1  |
| 63   | 북마케도니아          | 4.1  |
| 64   | 필리핀                | 4.1  |
| 65   | 에콰도르              | 4.1  |
| 66   | 르완다                | 4.1  |
| 67   | 그리스                | 4.0  |
| 68   | 니카라과              | 4.0  |
| 69   | 알바니아              | 4.0  |
| 70   | 불가리아              | 4.0  |
| 71   | 엘살바도르            | 4.0  |
| 72   | 베트남                | 4.0  |
| 73   | 콜롬비아              | 4.0  |
| 74   | 쿠웨이트              | 4.0  |
| 75   | 루마니아              | 3.9  |
| 76   | 튀니지                | 3.9  |
| 77   | 아제르바이잔          | 3.9  |
| 78   | 보스니아 헤르체고비나 | 3.9  |
| 79   | 도미니카 공화국       | 3.9  |
| 80   | 자메이카              | 3.9  |
| 81   | 나미비아              | 3.9  |
| 82   | 레바논                | 3.8  |
| 83   | 우크라이나            | 3.8  |
| 84   | 스리랑카              | 3.8  |
| 85   | 온두라스              | 3.8  |
| 86   | 브라질                | 3.8  |
| 87   | 볼리비아              | 3.7  |
| 88   | 보츠와나              | 3.7  |
| 89   | 세르비아              | 3.7  |
| 90   | 케냐                  | 3.7  |
| 91   | 잠비아                | 3.7  |
| 92   | 몰도바                | 3.7  |
| 93   | 캄보디아              | 3.7  |
| 94   | 카자흐스탄            | 3.7  |
| 95   | 아르헨티나            | 3.7  |
| 96   | 인도                  | 3.6  |
| 97   | 이집트                | 3.6  |
| 98   | 라오스                | 3.6  |
| 99   | 감비아                | 3.6  |
| 100  | 세네갈                | 3.6  |
| 101  | 우간다                | 3.6  |
| 102  | 가나                  | 3.6  |
| 103  | 마다가스카르          | 3.6  |
| 104  | 가이아나              | 3.6  |
| 105  | 러시아                | 3.5  |
| 106  | 리비아                | 3.5  |
| 107  | 부탄                  | 3.5  |
| 108  | 레소토                | 3.5  |
| 109  | 키르기스스탄          | 3.5  |
| 110  | 모잠비크              | 3.5  |
| 111  | 탄자니아              | 3.5  |
| 112  | 말라위                | 3.5  |
| 113  | 파라과이              | 3.5  |
| 114  | 파키스탄              | 3.5  |
| 115  | 방글라데시            | 3.4  |
| 116  | 네팔                  | 3.3  |
| 117  | 코트디부아르          | 3.3  |
| 118  | 에티오피아            | 3.2  |
| 119  | 카메룬                | 3.2  |
| 120  | 알제리                | 3.2  |
| 121  | 미얀마                | 3.2  |
| 122  | 가봉                  | 3.1  |
| 123  | 말리                  | 3.1  |
| 124  | 나이지리아            | 3.1  |
| 125  | 아이티                | 3.1  |
| 126  | 라이베리아            | 3.1  |
| 127  | 베냉                  | 3.1  |
| 128  | 예멘                  | 3.0  |
| 129  | 모리타니              | 3.0  |
| 130  | 몽골                  | 3.0  |
| 131  | 이란                  | 3.0  |
| 132  | 부룬디                | 3.0  |
| 133  | 부르키나파소          | 2.9  |
| 134  | 짐바브웨              | 2.9  |
| 135  | 기니                  | 2.9  |
| 136  | 앙골라                | 2.8  |
| 137  | 베네수엘라            | 2.8  |
| 138  | 차드                  | 2.5  |

## 2010 세계무역가능지수
2010년 상위 20개국의 세계무역가능지수는 다음과 같다.
| 1. 싱가포르 6.06 2. 홍콩 5.70 3. 덴마크 5.41 4. 스웨덴 5.41 5. 스위스 5.37 6. 뉴질랜드 5.33 7. 노르웨이 5.32 8. 캐나다 5.29 9. 룩셈부르크 5.28 10. 네덜란드 5.26 | 1. 아이슬란드 5.26 2. 핀란드 5.25 3. 독일 5.20 4. 오스트리아 5.17 5. 오스트레일리아 5.13 6. 아랍에미리트 5.12 7. 영국 5.06 8. 칠레 5.06 9. 미국 5.03 10. 프랑스 5.02 |

## 2009 세계무역가능지수
2009년 상위 20개국의 세계무역가능지수는 다음과 같다.
| 1. 싱가포르 5.97 2. 홍콩 5.57 3. 스위스 5.44 4. 덴마크 5.44 5. 스웨덴 5.44 6. 캐나다 5.35 7. 노르웨이 5.33 8. 핀란드 5.33 9. 오스트리아 5.29 10. 네덜란드 5.27 | 1. 뉴질랜드 5.27 2. 독일 5.24 3. 룩셈부르크 5.12 4. 오스트레일리아 5.07 5. 아일랜드 5.02 6. 미국 5.02 7. 프랑스 5.02 8. 아랍에미리트 4.97 9. 칠레 4.96 10. 영국 4.93 |

2008년에 비해 일본과 벨기에가 제외되고, 칠레와 아랍에미리트가 부상하였다.

## 2008 세계무역가능지수
2008년 상위 20개국의 세계무역가능지수는 다음과 같다.
| 1. 홍콩 6.04 2. 싱가포르 5.71 3. 스웨덴 5.66 4. 노르웨이 5.65 5. 캐나다 5.62 6. 덴마크 5.62 7. 핀란드 5.61 8. 독일 5.58 9. 스위스 5.58 10. 뉴질랜드 5.52 | 1. 네덜란드 5.51 2. 룩셈부르크 5.50 3. 일본 5.43 4. 미국 5.42 5. 오스트리아 5.42 6. 영국 5.30 7. 오스트레일리아 5.22 8. 벨기에 5.21 9. 프랑스 5.20 10. 아일랜드 5.19 |

## 대한민국
- 2010년 - 27위
- 2009년 - 26위
- 2008년 - 24위

## 같이 보기
- 세계 경쟁력 보고서 (세계경쟁력지수)
- 세계 정보기술 보고서 (세계정보기술지수 또는 세계 IT 지수)
- 세계경제포럼